# باتريشيا هينز
باتريشيا هينز (بالإنجليزية: Patricia Haines)‏ هي ممثلة بريطانية، ولدت في 3 فبراير 1932 في شفيلد في المملكة المتحدة، وتوفيت في 21 فبراير 1977 في نورثامبتون في المملكة المتحدة بسبب سرطان الرئة.

## وصلات خارجية
- باتريشيا هينز على موقع IMDb (الإنجليزية)
- باتريشيا هينز على موقع روتن توميتوز (الإنجليزية)
- باتريشيا هينز على موقع ألو سيني (الفرنسية)
- باتريشيا هينز على موقع ديسكوغز (الإنجليزية)
- باتريشيا هينز على موقع قاعدة بيانات الفيلم (الإنجليزية)